# Bolschoje Soldatskoje
Bolschoje Soldatskoje (russisch Большо́е Солда́тское) ist ein Dorf (selo) in der Oblast Kursk in Russland mit 2681 Einwohnern (Stand 14. Oktober 2010).

## Geographie

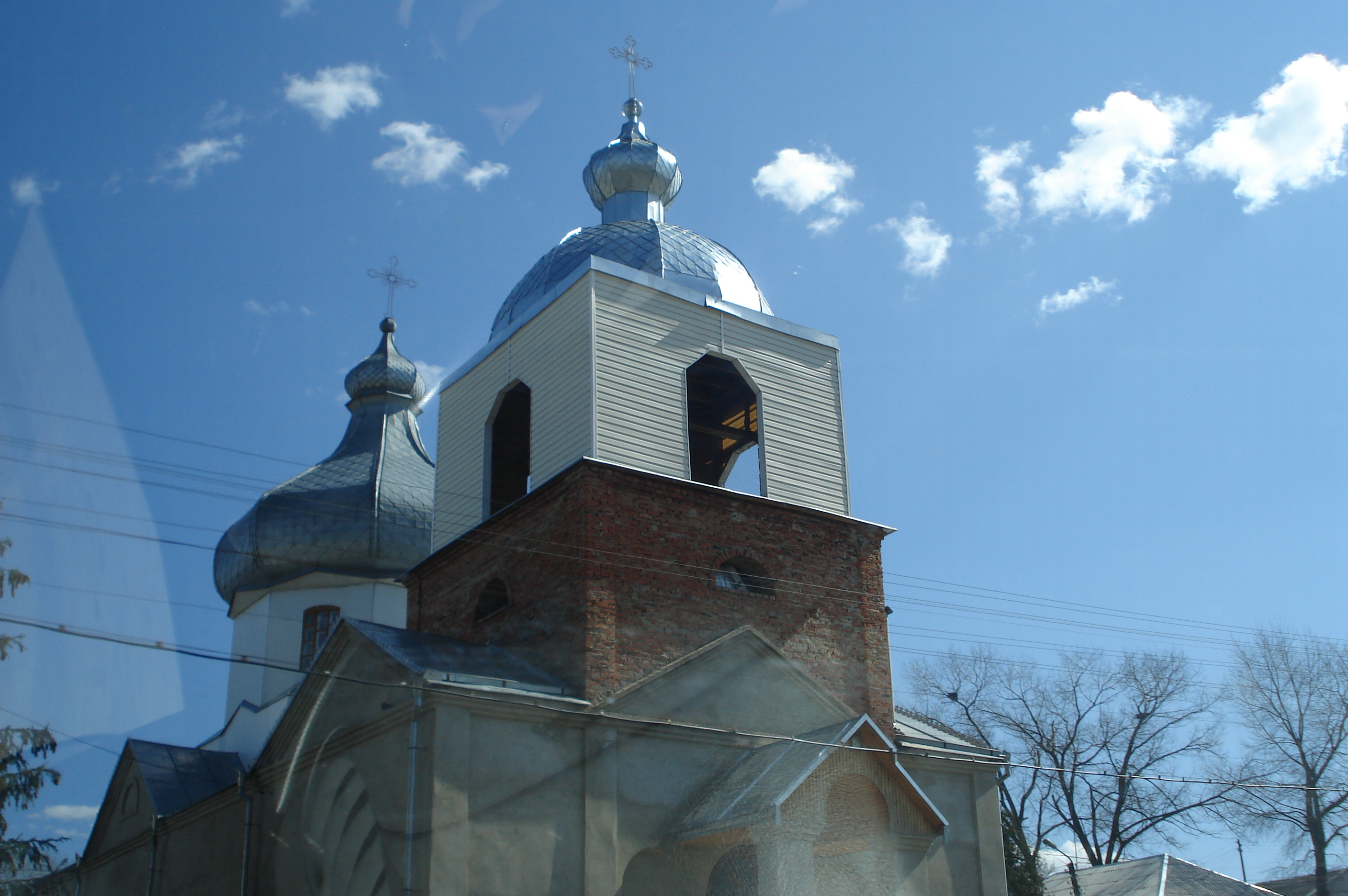
Kirche in Bolschoje Soldatskoje

Der Ort liegt gut 60 km Luftlinie südwestlich des Oblastverwaltungszentrums Kursk am rechten Psjol-Nebenfluss Sudscha.
Bolschoje Soldatskoje ist Verwaltungszentrum des Rajons Bolschesoldatski sowie Sitz der Landgemeinde (selskoje posselenije) Bolschesoldatski selsowet. Diese umfasst seit der Eingliederung der Gemeinden Rosgrebelski selsowet und Rschawski selsowet 2010 außerdem die neun Dörfer Botschanka (6 km nordwestlich), Krasny Klin (8 km nordwestlich), Machow Kolodes (7 km südöstlich), Nischnjaja Parowaja (8 km westnordwestlich), Perwomaiskaja (3,5 km nordwestlich), Rastworowo (9 km südöstlich), Rosgrebli (7 km westlich), Rschawa (7 km nordwestlich) und Schtscherbatschowka (7 km nordnordwestlich), die vier Siedlungen (possjolok) Jamskaja Step (8 km westlich), Kukui (unweit östlich), Netschajew (10 km westnordwestlich) und Nowosotnizki (5 km südwestlich) sowie den Weiler (chutor) Berdin (7 km südwestlich).

## Geschichte
Das Dorf entstand wahrscheinlich im Zusammenhang mit der Besiedlung des Gebietes im Hinterland der Belgoroder Verhaulinie entlang der damaligen Südgrenze des Zarentums Russland Mitte des 17. Jahrhunderts. Auf diese Verteidigungslinie geht vermutlich auch der Ortsname zurück, übersetzt etwa „Großes Soldatendorf“ (Soldat auch im Russischen soldat; das „Kleine Soldatendorf“ Maloje Soldatskoje liegt etwa 35 km südöstlich beim benachbarten Rajonzentrum Belaja). Ab 1727 gehörte Bolschoje Soldatskoje zum Ujesd Sudscha des Gouvernements Belgorod, ab 1779 der Statthalterschaft Kursk und ab 1797 des Gouvernements Kursk. Spätestens Mitte des 19. Jahrhunderts war es eines der größten Dörfer des Ujesds.
Mit Einführung der Rajongliederung wurde Bolschoje Soldatskoje am 30. Juli 1928 Verwaltungssitz eines nach ihm benannten Rajons.
Im Zweiten Weltkrieg wurde Bolschoje Soldatskoje 7. Oktober 1941 von der deutschen Wehrmacht eingenommen und am 27. Februar 1943 von der Roten Armee zurückerobert.
Am 1. Februar 1963 wurde der Rajon vorübergehend aufgelöst und sein Territorium in den Sudschanski rajon eingegliedert, aber am 23. März 1977 wiederhergestellt.

### Bevölkerungsentwicklung
| Jahr | Einwohner |
| ---- | --------- |
| 1897 | 2144      |
| 1939 | 3135      |
| 1959 | 2860      |
| 1979 | 2302      |
| 1989 | 3194      |
| 2002 | 2708      |
| 2010 | 2681      |

Anmerkung: Volkszählungsdaten

## Verkehr
Westlich an Bolschoje Soldatskoje vorbei verläuft die Regionalstraße 38K-004 von Prjamizyno bei Kursk weiter nach Sudscha und zur Staatsgrenze zur Ukraine (dort als N 07 weiter in Richtung Sumy – Kiew). Die nächstgelegene Bahnstation befindet sich etwa 20 km südwestlich in Sudscha bei Kilometer 60 der Strecke (Nawlja –) Lgow – Gotnja – Chotmyschsk (ehemals weiter nach Charkiw, heute vor der Grenze zur Ukraine unterbrochen und abgebaut).